# 9人の翻訳家 囚われたベストセラー
『9人の翻訳家 囚われたベストセラー』（きゅうにんのほんやくか とらわれたベストセラー、Les traducteurs）は、2019年のフランス・ベルギーのスリラー映画。
監督はレジス・ロワンサル、出演はランベール・ウィルソンとオルガ・キュリレンコなど。
『ダ・ヴィンチ・コード』をはじめとするダン・ブラウン原作の小説『ロバート・ラングドン』シリーズの4作目『インフェルノ』出版の際、海賊行為と違法流出を恐れた出版元が著者ブラウンの同意のもと、各国の翻訳家を地下室に隔離して翻訳を行なったとの実話から着想を得ている。
2019年11月にチェコで開催されたフランス映画祭でプレミア上映された。

## ストーリー
フランスの人里離れた村にある洋館に9カ国から翻訳家が集められた。全世界待望のミステリー小説『デダリュス』の完結編の各国語への翻訳のためだ。しかし9人は洋館の地下に隠された要塞のような密室に隔離されてしまう。海賊行為と違法流出を恐れた出版元が著者の同意のもと、彼らを隔離して極秘に翻訳を行わせることにしたのだ。
9人は外出はおろか、電話やソーシャル・ネットワーキング・サービスSNSなどの通信も禁止され、毎日20ページずつ渡される原稿をひたすら翻訳していく。そんなある夜、出版社社長の元に「冒頭10ページをインターネットに公開した。24時間以内に500万ユーロを支払わなければ、次の100ページも公開する。要求を拒めば、全ページを流出させる」という脅迫メールが届く。それは翻訳家に紛れ込んだ原作者の、出版社に対する復讐の始まりだったのだ。

## キャスト
エリック・アングストローム
演 - ランベール・ウィルソン
出版社のオーナー。

カテリーナ・アニシノバ
演 - オルガ・キュリレンコ
ロシア語の翻訳者。『デダリュス』のヒロインに入れ込んでいる。

アレックス・グッドマン
演 - アレックス・ロウザー
英語の翻訳者。9人の中で最年少。

ハビエル・カサル
演 - エドゥアルド・ノリエガ
スペイン語の翻訳者。吃音症。左腕を怪我している。

エレーヌ・トゥクセン
演 - シセ・バベット・クヌッセン
デンマーク語の翻訳者。夫と幼い子どもたちがいる。

ダリオ・ファレッリ
演 - リッカルド・スカマルチョ
イタリア語の翻訳者。アングストロームに媚びる。

ジョルジュ・フォンテーヌ
演 - パトリック・ボーショー
書店経営者。アングストロームの文学の師。

ローズマリー・ウエクス
演 - サラ・ジロドー
アングストロームの助手。

イングリット・コルベル
演 - アンナ・マリア・シュトルム
ドイツ語の翻訳者。

チェン・ヤオ
演 - フレデリック・チョー
中国語の翻訳者。

テルマ・アルヴェス
演 - マリア・レイチ
ポルトガル語の翻訳者。反抗的。

コンスタンティノス・ケドリノス
演 - マノリス・マブロマタキス
ギリシア語の翻訳者。金のための仕事と開き直っている。

## 作品の評価
アロシネによれば、23件のメディアによる評価は平均して5点満点中2.9点となっている。
Rotten Tomatoesによれば、17件の評論のうち、高評価は71%にあたる12件で、平均点は10点満点中6.7点となっている。